# نويل روك
نويل روك (بالإنجليزية: Noel Rock)‏ هو سياسي أيرلندي، ولد في 11 نوفمبر 1987 في جمهورية أيرلندا. حزبياً، نشط في فاين جايل. في 2016 Irish general election ‏، انتخب نائب دييل عن دائرة دبلن الشمالية الغربية ‏ وقد انضم خلال فترته النيابية ‏ (10 مارس 2016 – ) للكتلة البرلمانية فاين جايل.